# Costumbres argentinas
Costumbres argentinas es una telenovela argentina producida por Ideas del Sur y emitida por Telefé desde el 13 de enero de 2003 hasta el 26 de enero de 2004. Es protagonizada por Carlos Calvo, Ana María Picchio, María Valenzuela y Osvaldo Santoro. Durante su emisión alcanzó un promedio general de 26,9 puntos de índice de audiencia.[cita requerida]

## Historia
La historia de la rivalidad entre dos familias, los Rosetti y los Pagliaro. Vicente Rosetti y Ernesto Pagliaro se conocen desde que eran chicos; fueron compañeros de colegio y amigos del alma hasta que la vida, las ideas y el amor se encargaron de separarlos. Vicente siempre fue un ganador, el líder del grupo de amigos, el popular del colegio, y Ernesto era el intelectual, el más tímido, el mejor alumno. A pesar de esas diferencias, se hicieron inseparables hasta que conocieron a Clara, y los dos quedaron deslumbrados, pero fue Vicente quien se ganó el corazón de la muchacha. Después de tres años de noviazgo Clara lo desayunó con la noticia de que lo dejaba por otro. Casi no lo pudo creer cuando una tarde la vio paseando de la mano de Ernesto. Esa gran amistad terminó en una guerra en la que también entraron padres, abuelos y vecinos. Desconsolado, Vicente buscó en vano refugio en distintas mujeres, hasta que Carmen fue ganando un espacio en su vida y a los pocos meses le propuso casamiento.
Muchos años después, ya a finales de la década de los 70, Ernesto, ya casado con Clara y con una familia propia se muda de regreso al barrio dónde ambos amigos crecieron. Los resentimientos del pasado resurgirán cuando Mariana, la hija de Ernesto, se enamore de Gabriel, el hijo de Vicente, y se convierta en la mejor amiga de la hija, Sandra.
La serie mantiene la premisa de presentar la cultura popular de los años 80 en Argentina, con las diferencias políticas entre peronistas y radicales, los íconos, la ropa, la publicidad, la música y los electrodomésticos. 

## Elenco
- Carlos Calvo como Vicente Rosetti
- Ana María Picchio como Carmen de Rosetti
- María Valenzuela como Clara de Pagliaro
- Osvaldo Santoro como Ernesto Pagliaro
- Fabián Gianola como Jorge Rosetti
- Tomás Fonzi como Gabriel Rosetti
- Daniela Herrero como Mariana Pagliaro
- Luciana González Costa como Patricia Pagliaro
- Lola Berthet como Sandra Rosetti
- Mariano Torre como Rafael "Rafa" Rosetti
- Soledad Silveyra como Julia Pagliaro
- Moria Casán como Susana González
- Alberto Martín como Jorge "Pichi" Martínez
- Rita Cortese como Celina Martínez
- Juana Viale como Carolina Martínez
- Sandra Mihanovich como Victoria Miguenz
- Divina Gloria como Roxana Luna
- María Fernanda Callejón como Estela Rosetti
- Tino Pascali como Joaquín Pagliaro
- Perla Santalla como Franca
- Peto Menahem como Raúl
- Raúl Biaggioni como Patan
- Lucas Ferraro como José Luis
- Alejandra Rubio como Fabiana
- Rodrigo Villasante como Rodrigo "Roncha"
- Lucas Cirilo como Lucas "Laucha"
- Chela Cardalda como Cata
- Santiago Pedrero como Nicolás "Nico"
- Sabrina Garciarena como Laura
- Gabriela Sari como Andrea
- Guillermo Pfening como Claudio Thompson
- Mario Moscoso como El Abogado de Jorge Rosetti
- Gastón Grande como Manuel
- Laura Cymer como Viviana "Vivi"
- Carlos Belloso como Gustavo Soto
- Marcelo Tinelli como El Vendedor de autos
- Edda Bustamante como Marianne "Mimí"
- Fernando Caride como El Papá de Claudio
- Lucrecia Blanco como Karina
- Marcelo Alfaro como El Abogado de Antonio
- Ana María Giunta como Matilde Romero
- Graciela Alfano como Elena González
- Luciana Salazar como Alejandra
- Zulma Faiad como ella misma
- Nahuel Mutti
- Ezequiel Rodríguez como Tomás
- Juan Ponce de León como Bruno
- Celeste Pisapia como Rosario
- Mariana Richaudeau como Rosa "Rosita"
- Carlos Perciavalle como Meneco
- Dario Dukah como José María "Pichu"
- Javier Heit como Pablo
- Lucrecia Oviedo como Dolores "Dolo"
- Natalia Giardinieri como La secretaria de Antonio
- Victoria Rauch como La Amiga de Carolina
- Miguel Paludi como Comisario
- Vera Czemerinski como La Monja
- Héctor Calori como Carlos
- Guillermina Valdés como Verónica Mazza
- Eleonora Wexler como ella misma
- Coco Sily como él mismo
- Aschira

## Recepción
El programa tuvo mucho éxito y se mantuvo siempre en el horario de las 21hs con muy buen índice de audiencia. El programa debutó con un índice de audiencia de 22.2 y 26.6 en su final. La tira tuvo gran repercusión gracias a su ambientación en los años '80 en Argentina.

## Banda sonora

### Costumbres argentinas de las buenas... y de las otras
1. "Animales de costumbres" - Alejandro Lerner (tema de apertura)
2. "Costumbres argentinas" - Los abuelos de la nada
3. "Todo el tiempo" - Daniela Herrero (tema de amor de los protagonistas)
4. "Cada vez" - Daniela Herrero (del disco No voy a mentirte de Daniela, primer tema propio del personaje Mariana)
5. "Sin tu amor" - Sandra Mihanovich
6. "Sueños" - Tomás Fonzi
7. "Amor descartable" - Virus
8. "Tratame suavemente" - Soda Stereo
9. "No tan distintos" - Sumo
10. "Por el resto" - Enanitos Verdes
11. "Conexión París" - Sobrecarga
12. "Uno, dos, ultraviolento" - Los Violadores
13. "Mi novia se cayó en un pozo ciego" - Cadillacs
14. "Che, ¿qué esperás?" - Divididos
15. "Loco por ti" - Andrés Calamaro

## Premios y nominaciones

### Premios Martín Fierro
| Año  | Categoría                                  | Receptor                                                   | Resultado |
| ---- | ------------------------------------------ | ---------------------------------------------------------- | --------- |
| 2003 | Mejor Telecomedia                          | Mejor Telecomedia                                          | Ganadora  |
| 2003 | Mejor Actriz - Comedia                     | María Valenzuela                                           | Nominada  |
| 2003 | Actriz de reparto - Comedia y/o Drama      | Lola Berthet                                               | Nominada  |
| 2003 | Revelación                                 | Juana Viale                                                | Nominada  |
| 2003 | Mejor Canción Original                     | "Animales de Costumbres" interpretado por Alejandro Lerner | Nominados |
| 2003 | Participación Especial en Ficción Femenina | Moria Casán                                                | Nominada  |

### Premios Clarín
| Año  | Categoría            | Receptor             | Resultado |
| ---- | -------------------- | -------------------- | --------- |
| 2003 | Mejor Ficción Diaria | Mejor Ficción Diaria | Nominada  |
| 2003 | Revelación Femenina  | Daniela Herrero      | Ganadora  |